# Washington State University
Washington State University (förkortat WSU) är ett forskningsuniversitet i Pullman, Washington, USA som grundades 1890.
Ämnen som undervisas där inkluderar kemiteknik, veterinärmedicin, jordbruk, farmaci, neurovetenskap, kostvetenskap, botanik, matematik, företagande, arkitektur och kommunikation. Det är bland de 140 mest aktiva universiteten i Amerika inom forskning, enligt U.S. News & World Report. Med 24 470 undergraduate students och totalt 29 686 studenter är WSU den näst största högskoleinstitutionen i Washington efter University of Washington.
Universitetet driver även flera campus i Washington som grundades 1989, kända som WSU Spokane, WSU Tri-Cities och WSU Vancouver. 2012 startade WSU ett Internetbaserat campus, som innehåller dess nätbaserade universitetslinjer, WSU Online. Dessa campus tilldelar primärt kandidat- and magisterexamina. Recentiorer och andraårsstudenter antogs först till Vancouvers campus 2006 och till Tri-Cities campus 2007. Intagning för alla fyra campus och WSU Online överstiger 29 686 studenter. Detta inkluderar 1 751 internationella studenter.

### Fotnoter
1. ↑  ”U.S. and Canadian Institutions Listed by Fiscal Year 2017 Market Value of Endowment Assets and Percentage Change* in Endowment Value from FY 2016 to FY 2017” ( PDF). 2017 NACUBO-Commonfund Study of Endowments. National Association of College and University Business Officers. Arkiverad från originalet den 3 april 2018. https://web.archive.org/web/20180403051514/https://wcm.nacubo.org/-/media/Nacubo/Documents/EndowmentFiles/2017-Endowment-Market-Values.ashx?la=en&hash=E71088CDC05C76FCA30072DA109F91BBC10B0290. Läst 2 april 2018.
2. ↑  ”WSU Quick Facts 2016”. WSU Quick Facts 2016. Washington State University. https://wsu.edu/about/facts. Läst 21 december 2017.
3. 1 2 3 4  ”Facts & Figures Fall 2015”. Facts & Figures Fall 2015. Washington State University. http://facts-figures.wsu.edu. Läst 22 september 2015.
4. ↑  ”Colors”. Colors. Washington State University. https://brand.wsu.edu/visual/colors/. Läst 6 april 2017.
5. ↑  ”Washington State University- Academic life”. Washington State University- Academic life. http://colleges.usnews.rankingsandreviews.com/best-colleges/washington-state-3800/academics. Arkiverad 22 december 2015 hämtat från the Wayback Machine. ”Arkiverade kopian”. Arkiverad från originalet den 22 december 2015. https://web.archive.org/web/20151222133545/http://colleges.usnews.rankingsandreviews.com/best-colleges/washington-state-3800/academics. Läst 26 mars 2018.
6. ↑  U.S. News & World Report Arkiverad 5 september 2015 hämtat från the Wayback Machine.. Läst 22 september 2015.
7. ↑  ”Key Facts about Higher Education in Washington”. Washington Student Achievement Council. Washington Higher education coordinating board. 2012. http://wsac.wa.gov/sites/default/files/KeyFacts2012.pdf. Läst 28 juli 2015.
8. ↑  ”globalcampus.wsu.edu”. globalcampus.wsu.edu. globalcampus.wsu.edu. http://globalcampus.wsu.edu. Läst 22 september 2015.
9. ↑  ”International students come from many different countries”. International students come from many different countries. Wsunews.wsu.edu. https://wsu.edu/about/facts. Läst 22 september 2015.